# Drahomír Šajtar
Drahomír Šajtar (17. června 1922 Záblatí u Bohumína – 4. dubna 2009 Ostrava) byl český literární historik, editor a redaktor, znalec života a literárního díla Petra Bezruče.

## Život
Pocházel z rodiny vzdáleně spřízněné s Leošem Janáčkem, jeho otec Josef (1890–1942) byl stolařem, později vedl v Bohumíně realitní agenturu; v roce 1941 byl zatčen a pak zemřel v koncentračním táboře Mauthausen. Šajtar absolvoval gymnázium, maturoval v roce 1942. Po skončení války studoval na Filozofické fakultě Univerzity Karlovy v Praze romanistiku, slavistiku, estetiku a filozofii, od roku 1948 pokračoval ve studiu na Univerzitě Palackého v Olomouci. K jeho učitelům patřili mj. Václav Černý, Josef Ludvík Fischer, Oldřich Králík, Bohumil Mathesius. V roce 1950 studia ukončil doktorskou prací Bezruč u Šaldy.
Po studiu pracoval do roku 1958 v Opavě jako vědecký pracovník Slezského ústavu ČSAV, potom tam byl do roku 1961 ředitelem Památníku Petra Bezruče. V letech 1961–1964 vyučoval na Pedagogické fakultě v tehdejším Gottwaldově a v letech 1966–1971 byl zástupcem ředitele Parku kultury a oddechu v Ostravě.
V normalizačním období po roce 1971 pracoval jako dělník ve Výrobním družstvu Zlatník, od roku 1974 jako úředník ve Vítkovických železárnách a v roce 1980 odešel do invalidního důchodu.
Po roce 1989 působil jako pedagog na Slezské univerzitě v Opavě. V roce 1994 se stal šéfredaktorem časopisu Alternativa (později Alternativa Nova a Alternativa plus), který vedl až do roku 2001.

## Dílo
Již v době vysokoškolského studia se podílel se na redigování několika regionálních literárních časopisů (Nástup, Slezská tvorba, Slezský sborník, Radostná země, Listy Památníku Petra Bezruče, Červený květ, Časopis Slezského muzea). Jeho zájem se brzy zaměřil na dílo F. X. Šaldy, Petra Bezruče a dalších osobností zejména slezské a východomoravské literatury či spojených s Ostravskem (Vojtěch Martínek, Vilém Závada).
Kromě editorské práce (knižní, sborníkové i časopisecké) byl autorem řady studií a esejí, psal i články věnované divadlu nebo folkloristice. Někdy používal pseudonym Josef Durčák nebo se podepisoval šifrou dš, D. Š., -tar, jd. Součástí jeho publikační tvorby jsou kromě několika významných monografií i překlady z francouzské a polské literatury.

### Výběr z díla (knižní publikace)
- Prameny Slezských písní (1954)
- Pět studií ve znamení Petra Bezruče (1958)
- Dopisy do ulice du Bac (1992)
- Mýtus domova: Bohumír Četyna (1993)
- Poesie 1931–1934: historie jednoho časopisu (1995)
- Drahomír Šajtar, bibliografie 1943–1998 (1997)
- Básnířka Tereza Dubrovská (2002)
- Hledání klíče (2005)
- Černé labutě: na okraj moderní literatury ruské (2006)
- Osmdesátpět: chodec cestami poezie (2007)
- Poezie Věnceslava Juřiny a ti druzí (2007)
- Poezie jako protest (2008)
- Tři kapitoly bezručovské (2009)